# 피아노 소나타 8번 (스크랴빈)
피아노 소나타 8번 Op. 66은 스크랴빈이 1912년에서 1913년 사이에 작곡한 것이다. 스크리아빈의 후기 피아노 소나타 중 하나인 8번 소나타는 그의 다른 후기 작품들보다 불협화음 이 덜하지만 매우 무조적이다. 스크리아빈의 다른 후기 피아노 소나타와 마찬가지로 여덟 번째 소나타는 작곡가의 신비한 관심을 반영한다. 스크랴빈은 이 소나타의 일부를 보았고, 6번 소나타 와 마찬가지로 공개적으로 연주한 적이 한 번도 없다.
8번 소나타는 1악장으로 구성되어 있으며 연주시간은 10분(Michael Ponti)부터 15분(Dmitri Alexeev)까지이다.
여덟 번째 소나타는 일련의 음소거된 종 모양의 화음이 울리면서 거의 불안한 평온으로 시작된다. 이 나른한 에피소드는 동요된 에너지의 통로로 매우 빠르게 감소한다. 스크랴빈의 다른 후기 소나타에는 공통적인 특징적인 지시가 없다.  그가 가장 멀리 가는 것은 괴로운 무관심과 허무함의 순간을 나타내는 "비극"이라는 단어이다. 다른 측면에서 이것은 스크랴빈의 보다 형식적인 실험 소나타 중 하나이다. 이전 주제에서 '튀는' 스타카토 코드로 시작하는 "프레스토" 섹션과 같이 구절이 거의 임의적으로 함께 꿰매어지는 경우가 있는 다소 에피소드적이다. 고요한 순간이 분명히 있지만(실제로 이것이 소나타의 지배적인 분위기임), 음악의 상당 부분이 긴급하고 열렬한 것처럼 보이다. 작곡가 Boris Asafiev는 작품의 주제가 자연적 요소를 나타낸다고 주장했다